# Фасо-Йенненга
АС «Фасо-Йенненга» (фр. Association Sportive du Faso-Yennenga) — буркинийский футбольный клуб из города Уагадугу. Выступает в чемпионате Буркина-Фасо. Основан в 1947 году. Ранее выступал под названием «Жанна д’Арк».

## Достижения
- Чемпионат Буркина-Фасо: 13

1973, 1989, 1995, 1999, 2002, 2003, 2004, 2006, 2009, 2010, 2011, 2012, 2013
- Кубок Буркина-Фасо: 3

1991, 2009, 2013
- Суперкубок Буркина-Фасо: 2

2001/02, 2008/09
- Leaders Cup: 7

1989, 1990, 1994, 1995, 2000, 2001, 2002
- Кубок Западноафриканского футбольного союза: 1

1999

## Международные соревнования
- Африканский Кубок чемпионов/Лига чемпионов КАФ: 9 участий

1973: Первый раунд
1990: Отборочный раунд
1996: Первый раунд
2000: Первый раунд
2003: Первый раунд
2004: Второй раунд
2005: Первый раунд
2007: Отборочный раунд
2010: Первый раунд
- Кубок КАФ: 3 участия

1993: Первый раунд
1998: Первый раунд
2002: Первый раунд
- Кубок обладателей кубков КАФ: 2 участия

1991: Четвертьфинал
1992: Первый раунд